# Владиславка (Кировоградская область)
Владиславка (укр. Владиславка) — село в Ольшанской поселковой общине Голованевского района Кировоградской области Украины.
До 2020 года входило в Ольшанский район
Население по переписи 2001 года составляло 87 человек. Почтовый индекс — 26625. Телефонный код — 5250. Код КОАТУУ — 3524381302.